# Göldenitz
Göldenitz est une commune allemande du Schleswig-Holstein, située dans l'arrondissement du duché de Lauenbourg (Kreis Herzogtum Lauenburg), à dix kilomètres au nord-ouest de la ville de Ratzeburg. Göldenitz est l'une des onze communes de l'Amt Berkenthin dont le siège est à Berkenthin.